# Teichmann Vilmos
Teichmann Vilmos (Ústí nad Labem, 1898. október 29. – Debrecen, 1967. július 20.) burgonyanemesítő. A mezőgazdasági tudományok kandidátusa (1959), állami díjas (1966).

## Életpályája
Teichmann Emánuel és Schwartzbach Mária fia. 1916-ban érettségizett. 1916–1918 között az első világháborúban szolgált. 1920-ban a bécsi Hochschule für Bodenkulturban (Mezőgazdasági Főiskola) tanult. 1922-ben anyagi nehézségei miatt megszakította tanulmányát és Tornyospálcán az Eszényi-féle burgonyanemesítő telepen vállalt munkát. 1924-ben folytatta a főiskolát. 1926-ban agrármérnök lett. 1927-ben a Der Pionier című gazdasági szaklap szerkesztőségében dolgozott. 1928-ban a lontói növénynemesítő telepre került vezetőnek, ahol burgonya-, rozs,- búza és lucernanemesítéssel foglalkozott. 1929-ben visszatért Tornyospálcára, ahol 1939-ig a telep vezetője volt. 1939-ben a Tolna vármegyei Újbereki Gazdaságba került. 1943-ban Kisvárdán burgonyanemesítő telepet létesített és 1947-ig vezette. 1947-ben lett magyar állampolgár. 1947–1967 között a Kisvárdai Növénynemesítő Telep igazgatója volt. 1949-ben a megalakult Növénytermesztési Tanács a tagjává választotta. 1966-ban nyugdíjba vonult.
Tagja volt a Magyar Tudományos Akadémia Növénynemesítési Bizottságának. Kiváló növénynemesítő volt, többek között a Gülbaba, Áldás, Aranyalma, Krieger-Gyöngye, Őszirózsa, Margit burgonyafajtákat nemesítette ki. Ezenkívül a Kisvárdai rozs, Fehérvirágú édes csillagfürt, Kisvárdai napraforgó, Homoki lucerna, rozs és sok más faj fémjelzi munkáját. Számos szakcikkben és ismeretterjesztő dolgozatban számolt be munkájáról és fajtanemesítési módszeréről.

## Magánélete
1930-ban házasságot kötött Sehnert Hildegárddal. Három gyermekük született.

## Művei
- A burgonyavédelem legfőbb szabályai (Dohy Jánossal és Szirmai Jánossal, 1953)
- Burgonyatermesztés (Rieger Bélával és Szabó Jánossal, 1954).

## Díjai, elismerései
- Munka Érdemrend (1954)
- A Magyar Népköztársaság Állami Díja (1966)

## Kapcsolódó szócikk
- Cseppben az élet